# Formula 1 – sezona 1961.
| FIA Svjetsko automobilističko prvenstvo 1961. | FIA Svjetsko automobilističko prvenstvo 1961. |
|                                               | Prvak                                         |
| --------------------------------------------- | --------------------------------------------- |
| Vozač                                         | Phil Hill (Ferrari)                           |
| Konstruktor                                   | Ferrari                                       |
| Prethodna sezona                              | Sljedeća sezona                               |
| 1960.                                         | 1962.                                         |

Formula 1 – sezona 1961. bila je 12. sezona u prvenstvu Formule 1.

## Sažetak sezone
Phil Hill je pobjedama na Velikoj nagradi Belgije na Spa-Francorchampsu i Velikoj nagradi Italije na Monzi, postao prvi Amerikanac koji je osvojio naslov prvaka u Formuli 1. Njegov momčadski kolega i kandidat za naslov, Nijemac Wolfgang von Trips pobijedio je također na dvije utrke te sezone. Von Trips je slavio na Velikoj nagradi Velike Britanije na stazi Aintree i na Velikoj nagradi Nizozemske na Zandvoortu, koja je upisana u povijest Formule 1 kao prva utrka na kojoj nije bilo odustajanja. Svi vozači koji su startali u utrci su utrku i završili.
Von Trips i Hill, zajedno s Amerikancem Richijem Gintherom su bili vozači Ferrarija koji je ove sezone osvojio prvi konstruktorski naslov u Formuli 1. Uoči sezone prešlo se sa standardnih L6 2,5 litrenih motora na L4 1,5 litrene motore, zbog čega su mnogi bili nezadovoljni. Enzo Ferrari se odlučio za V6 motore, te je napravio dominantan bolid za ovu sezonu. Carlo Chitti je stajao iza cijelog projekta. Motor je nastao na temeljima motora za F2 koji je dizajnirao Vittorio Jano, a Chiti je napravio određene preinake. Nakon što je motor bio testiran na jednoj utrci 1960., krenulo se u dizajniranje nove šasije. Novi bolid je nosio oznaku 156, a još je znan kao „morski pas“ ili „sharknose“ zbog specifičnog izgleda prednjeg kraja. Motor je bio najjači dio bolida. Povećan je kut između cilindara, sa 65 na 120 stupnjeva, što je omogućilo da cijeli bolid bude niži i ima niže težište. Povećana je i snaga na 190 KS, što je značilo da je Ferrari imao oko 30 KS snažniji motor od britanske konkurencije.

## Vozači i konstruktori
| Konstruktor          | Momčad / Sudionik           | Šasija                        | Motor                                 | Gume | Vozač                   | Utrke       |
| -------------------- | --------------------------- | ----------------------------- | ------------------------------------- | ---- | ----------------------- | ----------- |
| Cooper-Climax        | Cooper Car Company          | Cooper T55 Cooper T58         | Climax FPF 1.5 L4 Climax FWMV 1.5 V8  | D    | Jack Brabham            | Sve         |
| Cooper-Climax        | Cooper Car Company          | Cooper T55 Cooper T58         | Climax FPF 1.5 L4 Climax FWMV 1.5 V8  | D    | Bruce McLaren           | Sve         |
| Cooper-Climax        | Camoradi International      | Cooper T53                    | Climax FPF 1.5 L4                     | D    | Masten Gregory          | 1–5         |
| Cooper-Climax        | Camoradi International      | Cooper T53                    | Climax FPF 1.5 L4                     | D    | Ian Burgess             | 6           |
| Cooper-Climax        | Yeoman Credit Racing Team   | Cooper T53                    | Climax FPF 1.5 L4                     | D    | John Surtees            | Sve         |
| Cooper-Climax        | Yeoman Credit Racing Team   | Cooper T53                    | Climax FPF 1.5 L4                     | D    | Roy Salvadori           | 4–8         |
| Cooper-Climax        | H&L Motors                  | Cooper T53                    | Climax FPF 1.5 L4                     | D    | Jackie Lewis            | 3–7         |
| Cooper-Climax        | Bernard Collomb             | Cooper T53                    | Climax FPF 1.5 L4                     | D    | Bernard Collomb         | 4, 6        |
| Cooper-Climax        | Fred Tuck Cars              | Cooper T45                    | Climax FPF 1.5 L4                     | D    | Jack Fairman            | 7           |
| Cooper-Climax        | Hap Sharp                   | Cooper T53                    | Climax FPF 1.5 L4                     | D    | Hap Sharp               | 8           |
| Cooper-Climax        | John M. Wyatt III           | Cooper T53                    | Climax FPF 1.5 L4                     | D    | Roger Penske            | 8           |
| Cooper-Climax        | Momo Corporation            | Cooper T53                    | Climax FPF 1.5 L4                     | D    | Walt Hansgen            | 8           |
| Lotus-Climax         | Team Lotus                  | Lotus 21 Lotus 18 Lotus 18/21 | Climax FPF 1.5 L4                     | D    | Jim Clark               | Sve         |
| Lotus-Climax         | Team Lotus                  | Lotus 21 Lotus 18 Lotus 18/21 | Climax FPF 1.5 L4                     | D    | Innes Ireland           | 1, 3–8      |
| Lotus-Climax         | Team Lotus                  | Lotus 21 Lotus 18 Lotus 18/21 | Climax FPF 1.5 L4                     | D    | Trevor Taylor           | 2           |
| Lotus-Climax         | Team Lotus                  | Lotus 21 Lotus 18 Lotus 18/21 | Climax FPF 1.5 L4                     | D    | Willy Mairesse          | 4           |
| Lotus-Climax         | R.R.C. Walker Racing Team   | Lotus 18 Lotus 18/21 Lotus 21 | Climax FPF 1.5 L4                     | D    | Stirling Moss           | Sve         |
| Lotus-Climax         | UDT Laystall Racing Team    | Lotus 18 Lotus 18/21          | Climax FPF 1.5 L4                     | D    | Cliff Allison           | 1, 3        |
| Lotus-Climax         | UDT Laystall Racing Team    | Lotus 18 Lotus 18/21          | Climax FPF 1.5 L4                     | D    | Henry Taylor            | 1, 3–5, 7   |
| Lotus-Climax         | UDT Laystall Racing Team    | Lotus 18 Lotus 18/21          | Climax FPF 1.5 L4                     | D    | Lucien Bianchi          | 4–5         |
| Lotus-Climax         | UDT Laystall Racing Team    | Lotus 18 Lotus 18/21          | Climax FPF 1.5 L4                     | D    | Juan Manuel Bordeu      | 4           |
| Lotus-Climax         | UDT Laystall Racing Team    | Lotus 18 Lotus 18/21          | Climax FPF 1.5 L4                     | D    | Masten Gregory          | 7–8         |
| Lotus-Climax         | UDT Laystall Racing Team    | Lotus 18 Lotus 18/21          | Climax FPF 1.5 L4                     | D    | Olivier Gendebien       | 8           |
| Lotus-Climax         | Scuderia Colonia            | Lotus 18                      | Climax FPF 1.5 L4                     | D    | Michael May             | 1, 4, 6     |
| Lotus-Climax         | Scuderia Colonia            | Lotus 18                      | Climax FPF 1.5 L4                     | D    | Wolfgang Seidel         | 3, 5–7      |
| Lotus-Climax         | Equipe Nationale Belge      | Lotus 18                      | Climax FPF 1.5 L4                     | D    | Willy Mairesse          | 3           |
| Lotus-Climax         | Equipe Nationale Belge      | Lotus 18                      | Climax FPF 1.5 L4                     | D    | Lucien Bianchi          | 3           |
| Lotus-Climax         | Camoradi International      | Lotus 18                      | Climax FPF 1.5 L4                     | D    | Ian Burgess             | 2–5         |
| Lotus-Climax         | Tony Marsh                  | Lotus 18                      | Climax FPF 1.5 L4                     | D    | Tony Marsh              | 3, 5–6      |
| Lotus-Climax         | Tim Parnell                 | Lotus 18                      | Climax FPF 1.5 L4                     | D    | Tim Parnell             | 5, 7        |
| Lotus-Climax         | Gerry Ashmore               | Lotus 18                      | Climax FPF 1.5 L4                     | D    | Gerry Ashmore           | 5–7         |
| Lotus-Climax         | Louise Bryden-Brown         | Lotus 18                      | Climax FPF 1.5 L4                     | D    | Tony Maggs              | 5–6         |
| Lotus-Climax         | J. Wheeler Autosport        | Lotus 18/21                   | Climax FPF 1.5 L4                     | D    | Peter Ryan              | 8           |
| Lotus-Climax         | Jim Hall                    | Lotus 18                      | Climax FPF 1.5 L4                     | D    | Jim Hall                | 8           |
| Lotus-Climax         | J. Frank Harrison           | Lotus 18                      | Climax FPF 1.5 L4                     | D    | Lloyd Ruby              | 8           |
| Ferrari              | Scuderia Ferrari SpA SEFAC  | Ferrari 156                   | Ferrari 178 1.5 V6 Ferrari 188 1.5 V6 | D    | Phil Hill               | 1–7         |
| Ferrari              | Scuderia Ferrari SpA SEFAC  | Ferrari 156                   | Ferrari 178 1.5 V6 Ferrari 188 1.5 V6 | D    | Wolfgang von Trips      | 1–7         |
| Ferrari              | Scuderia Ferrari SpA SEFAC  | Ferrari 156                   | Ferrari 178 1.5 V6 Ferrari 188 1.5 V6 | D    | Richie Ginther          | 1–7         |
| Ferrari              | Scuderia Ferrari SpA SEFAC  | Ferrari 156                   | Ferrari 178 1.5 V6 Ferrari 188 1.5 V6 | D    | Olivier Gendebien       | 3           |
| Ferrari              | Scuderia Ferrari SpA SEFAC  | Ferrari 156                   | Ferrari 178 1.5 V6 Ferrari 188 1.5 V6 | D    | Willy Mairesse          | 6           |
| Ferrari              | Scuderia Ferrari SpA SEFAC  | Ferrari 156                   | Ferrari 178 1.5 V6 Ferrari 188 1.5 V6 | D    | Ricardo Rodríguez       | 7           |
| Ferrari              | Scuderia Sant'Ambroeus FISA | Ferrari 156                   | Ferrari 178 1.5 V6                    | D    | Giancarlo Baghetti      | 4–5, 7      |
| BRM-Climax           | Owen Racing Organisation    | BRM P48/57                    | Climax FPF 1.5 L4                     | D    | Tony Brooks             | Sve         |
| BRM-Climax           | Owen Racing Organisation    | BRM P48/57                    | Climax FPF 1.5 L4                     | D    | Graham Hill             | Sve         |
| Porsche              | Porsche System Engineering  | Porsche 787 Porsche 718/2     | Porsche 547/6 1.5 F4                  | D    | Jo Bonnier              | Sve         |
| Porsche              | Porsche System Engineering  | Porsche 787 Porsche 718/2     | Porsche 547/6 1.5 F4                  | D    | Dan Gurney              | Sve         |
| Porsche              | Porsche System Engineering  | Porsche 787 Porsche 718/2     | Porsche 547/6 1.5 F4                  | D    | Hans Herrmann           | 1, 6        |
| Porsche              | Ecurie Maarsbergen          | Porsche 718                   | Porsche 547/3 1.5 F4                  | D    | Carel Godin de Beaufort | 2–7         |
| Porsche              | Ecurie Maarsbergen          | Porsche 718                   | Porsche 547/3 1.5 F4                  | D    | Hans Herrmann           | 2           |
| Emeryson-Maserati    | Equipe Nationale Belge      | Emeryson 61                   | Maserati Tipo 6 1.5 L4                | D    | Olivier Gendebien       | 1           |
| Emeryson-Maserati    | Equipe Nationale Belge      | Emeryson 61                   | Maserati Tipo 6 1.5 L4                | D    | Lucien Bianchi          | 1           |
| Cooper-Maserati      | Scuderia Serenissima        | Cooper T51                    | Maserati Tipo 6 1.5 L4                | D    | Maurice Trintignant     | 1, 3–4, 6–7 |
| Cooper-Maserati      | Scuderia Centro Sud         | Cooper T53 Cooper T51         | Maserati Tipo 6 1.5 L4                | D    | Lorenzo Bandini         | 3, 5–7      |
| Cooper-Maserati      | Scuderia Centro Sud         | Cooper T53 Cooper T51         | Maserati Tipo 6 1.5 L4                | D    | Massimo Natili          | 5, 7        |
| Cooper-Maserati      | Pescara Racing Team         | Cooper T45                    | Maserati Tipo 6 1.5 L4                | D    | Renato Pirocchi         | 7           |
| De Tomaso-OSCA       | Scuderia Serenissima        | De Tomaso F1                  | OSCA 372 1.5 L4                       | D    | Giorgio Scarlatti       | 4           |
| De Tomaso-OSCA       | Scuderia Settecolli         | De Tomaso F1                  | OSCA 372 1.5 L4                       | D    | Roberto Lippi           | 7           |
| Ferguson-Climax      | R.R.C. Walker Racing Team   | Ferguson P99                  | Climax FPF 1.5 L4                     | D    | Stirling Moss           | 5           |
| Ferguson-Climax      | R.R.C. Walker Racing Team   | Ferguson P99                  | Climax FPF 1.5 L4                     | D    | Jack Fairman            | 5           |
| Gilby-Climax         | Gilby Engineering           | Gilby 61                      | Climax FPF 1.5 L4                     | D    | Keith Greene            | 5           |
| Emeryson-Climax      | Equipe Nationale Belge      | Emeryson 61                   | Climax FPF 1.5 L4                     | D    | André Pilette           | 7           |
| De Tomaso-Alfa Romeo | Scuderia Serenissima        | De Tomaso F1                  | Alfa Romeo Giulietta 1.5 L4           | D    | Nino Vaccarella         | 7           |
| De Tomaso-Alfa Romeo | Isobele de Tomaso           | De Tomaso F1                  | Alfa Romeo Giulietta 1.5 L4           | D    | Roberto Bussinello      | 7           |
| JBW-Climax           | J.B. Naylor                 | JBW 59                        | Climax FPF 1.5 L4                     | D    | Brian Naylor            | 7           |
| Lotus-Maserati       | Gaetano Starrabba           | Lotus 18                      | Maserati Tipo 6 1.5 L4                | D    | Gaetano Starrabba       | 7           |

## Kalendar
| Rd | Datum        | Velika nagrada   | Staza             | Prvo startno mjesto | Pobjednik vozač    | Pobjednik konstruktor |
| -- | ------------ | ---------------- | ----------------- | ------------------- | ------------------ | --------------------- |
| 1  | 14. svibnja  | Monako           | Monaco            | Stirling Moss       | Stirling Moss      | Lotus-Climax          |
| 2  | 22. svibnja  | Nizozemska       | Zandvoort         | Phil Hill           | Wolfgang von Trips | Ferrari               |
| 3  | 18. lipnja   | Belgija          | Spa-Francorchamps | Phil Hill           | Phil Hill          | Ferrari               |
| 4  | 2. srpnja    | Francuska        | Reims             | Phil Hill           | Giancarlo Baghetti | Ferrari               |
| 5  | 15. lipnja   | Velika Britanija | Aintree           | Phil Hill           | Wolfgang von Trips | Ferrari               |
| 6  | 6. kolovoza  | Njemačka         | Nürburgring       | Phil Hill           | Stirling Moss      | Lotus-Climax          |
| 7  | 10. rujna    | Italija          | Monza             | Wolfgang von Trips  | Phil Hill          | Ferrari               |
| 8  | 8. listopada | SAD              | Watkins Glen      | Jack Brabham        | Innes Ireland      | Lotus-Climax          |

- Velika nagrada Maroka je trebala biti posljednja utrka u kalendaru, ali je otkazana treću godinu za redom, zbog nedostataka finacijskih sredstava da se utrka održi.

## Sistem bodovanje
| Mjesto | Bodovi |
| ------ | ------ |
| 1.     | 9      |
| 2.     | 6      |
| 3.     | 4      |
| 4.     | 3      |
| 5.     | 2      |
| 6.     | 1      |

| Mjesto | Bodovi |
| ------ | ------ |
| 1.     | 8      |
| 2.     | 6      |
| 3.     | 4      |
| 4.     | 3      |
| 5.     | 2      |
| 6.     | 1      |

- Samo 5 najboljih rezultata u 8 utrka računali su se za prvenstvo vozača.
- Samo 5 najboljih rezultata u 8 utrka računali su se za prvenstvo konstruktora.
- Ako je više bolida jednog konstruktora završilo utrku u bodovima, samo najbolje plasirani bolid osvajao je konstruktorske bodove.

## Rezultati utrka
| Poz. | Vozač              | Konstruktor   | Vrijeme           | Bodovi |
| ---- | ------------------ | ------------- | ----------------- | ------ |
| 1.   | Stirling Moss      | Lotus-Climax  | 2 h 45 min 50,1 s | 9 (8)  |
| 2.   | Richie Ginther     | Ferrari       | + 3,6 s           | 6      |
| 3.   | Phil Hill          | Ferrari       | + 41,3 s          | 4      |
| 4.   | Wolfgang von Trips | Ferrari       | + 2 kruga         | 3      |
| 5.   | Dan Gurney         | Porsche       | + 2 kruga         | 2      |
| 6.   | Bruce McLaren      | Cooper-Climax | + 5 krugova       | 1      |

| Poz. | Vozač              | Konstruktor   | Vrijeme          | Bodovi |
| ---- | ------------------ | ------------- | ---------------- | ------ |
| 1.   | Wolfgang von Trips | Ferrari       | 2 h 1 min 52,1 s | 9 (8)  |
| 2.   | Phil Hill          | Ferrari       | + 0,9 s          | 6      |
| 3.   | Jim Clark          | Lotus-Climax  | + 13,1 s         | 4      |
| 4.   | Stirling Moss      | Lotus-Climax  | + 22,2 s         | 3      |
| 5.   | Richie Ginther     | Ferrari       | + 22,3 s         | 2      |
| 6.   | Jack Brabham       | Cooper-Climax | + 1 min 20,1 s   | 1      |

| Poz. | Vozač              | Konstruktor   | Vrijeme         | Bodovi |
| ---- | ------------------ | ------------- | --------------- | ------ |
| 1.   | Phil Hill          | Ferrari       | 2 h 3 min 3,8 s | 9 (8)  |
| 2.   | Wolfgang von Trips | Ferrari       | + 0,7 s         | 6      |
| 3.   | Richie Ginther     | Ferrari       | + 19,5 s        | 4      |
| 4.   | Olivier Gendebien  | Ferrari       | + 45,6 s        | 3      |
| 5.   | John Surtees       | Cooper-Climax | + 1 min 26,8 s  | 2      |
| 6.   | Dan Gurney         | Porsche       | + 1 min 31,0 s  | 1      |

| Poz. | Vozač              | Konstruktor   | Vrijeme           | Bodovi |
| ---- | ------------------ | ------------- | ----------------- | ------ |
| 1.   | Giancarlo Baghetti | Ferrari       | 2 h 14 min 17,5 s | 9 (8)  |
| 2.   | Dan Gurney         | Porsche       | + 0,1 s           | 6      |
| 3.   | Jim Clark          | Lotus-Climax  | + 1 min 1,1 s     | 4      |
| 4.   | Innes Ireland      | Lotus-Climax  | + 1 min 10,3 s    | 3      |
| 5.   | Bruce McLaren      | Cooper-Climax | + 1 min 41,8 s    | 2      |
| 6.   | Graham Hill        | BRM-Climax    | + 1 min 41,9 s    | 1      |

| Poz. | Vozač              | Konstruktor   | Vrijeme           | Bodovi |
| ---- | ------------------ | ------------- | ----------------- | ------ |
| 1.   | Wolfgang von Trips | Ferrari       | 2 h 40 min 53,6 s | 9 (8)  |
| 2.   | Phil Hill          | Ferrari       | + 46,0 s          | 6      |
| 3.   | Richie Ginther     | Ferrari       | + 46,8 s          | 4      |
| 4.   | Jack Brabham       | Cooper-Climax | + 1 min 8,6 s     | 3      |
| 5.   | Jo Bonnier         | Porsche       | + 1 min 16,2 s    | 2      |
| 6.   | Roy Salvadori      | Cooper-Climax | + 1 min 26,2 s    | 1      |

| Poz. | Vozač              | Konstruktor   | Vrijeme           | Bodovi |
| ---- | ------------------ | ------------- | ----------------- | ------ |
| 1.   | Stirling Moss      | Lotus-Climax  | 2 h 18 min 12,4 s | 9 (8)  |
| 2.   | Wolfgang von Trips | Ferrari       | + 21,3 s          | 6      |
| 3.   | Phil Hill          | Ferrari       | + 22,5 s          | 4      |
| 4.   | Jim Clark          | Lotus-Climax  | + 1 min 17,1 s    | 3      |
| 5.   | John Surtees       | Cooper-Climax | + 1 min 53,1 s    | 2      |
| 6.   | Bruce McLaren      | Cooper-Climax | + 2 min 41,3 s    | 1      |

| Poz. | Vozač         | Konstruktor   | Vrijeme          | Bodovi |
| ---- | ------------- | ------------- | ---------------- | ------ |
| 1.   | Phil Hill     | Ferrari       | 2 h 3 min 13,0 s | 9 (8)  |
| 2.   | Dan Gurney    | Porsche       | + 31,2 s         | 6      |
| 3.   | Bruce McLaren | Cooper-Climax | + 2 min 28,4 s   | 4      |
| 4.   | Jackie Lewis  | Cooper-Climax | + 2 min 40,4 s   | 3      |
| 5.   | Tony Brooks   | BRM-Climax    | + 2 min 40,5 s   | 2      |
| 6.   | Roy Salvadori | Cooper-Climax | + 1 krug         | 1      |

| Poz. | Vozač         | Konstruktor   | Vrijeme           | Bodovi |
| ---- | ------------- | ------------- | ----------------- | ------ |
| 1.   | Innes Ireland | Lotus-Climax  | 2 h 13 min 45,8 s | 9 (8)  |
| 2.   | Dan Gurney    | Porsche       | + 4,3 s           | 6      |
| 3.   | Tony Brooks   | BRM-Climax    | + 49,0 s          | 4      |
| 4.   | Bruce McLaren | Cooper-Climax | + 58,0 s          | 3      |
| 5.   | Graham Hill   | BRM-Climax    | + 1 krug          | 2      |
| 6.   | Jo Bonnier    | Porsche       | + 2 kruga         | 1      |

## Poredak

### Vozači
| Mjesto | Vozač              | Bodovi |   |   |   |   |   |   |   |   |
| ------ | ------------------ | ------ | - | - | - | - | - | - | - | - |
| 1.     | Phil Hill          | 34     | 4 | 6 | 9 | – | 6 | 4 | 9 |   |
| 2.     | Wolfgang von Trips | 33     | 3 | 9 | 6 | – | 9 | 6 | – |   |
| 3.     | Stirling Moss      | 21     | 9 | 3 | – | – | – | 9 | – | – |
| 4.     | Dan Gurney         | 21     | 2 | – | 1 | 6 | – | – | 6 | 6 |
| 5.     | Richie Ginther     | 16     | 6 | 2 | 4 | – | 4 | – | – |   |
| 6.     | Innes Ireland      | 12     |   |   | – | 3 | – | – | – | 9 |
| 7.     | Jim Clark          | 11     | – | 4 | – | 4 | – | 3 | – | – |
| 8.     | Bruce McLaren      | 11     | 1 | – | – | 2 | – | 1 | 4 | 3 |
| 9.     | Giancarlo Baghetti | 9      |   |   |   | 9 | – |   | – |   |
| 10.    | Tony Brooks        | 6      | – | – | – | – | – | – | 2 | 4 |
| 11.    | Jack Brabham       | 4      | – | 1 | – | – | 3 | – | – | – |
| 12.    | John Surtees       | 4      | – | – | 2 | – | – | 2 | – | – |
| 13.    | Olivier Gendebien  | 3      |   |   | 3 |   |   |   |   | – |
| 14.    | Jackie Lewis       | 3      |   |   | – | – | – | – | 3 |   |
| 15.    | Jo Bonnier         | 3      | – | – | – | – | 2 | – | – | 1 |
| 16.    | Graham Hill        | 3      | – | – | – | 1 | – | – | – | 2 |
| 17.    | Roy Salvadori      | 2      |   |   |   | – | 1 | – | 1 | – |
| Mjesto | Vozač              | Bodovi |   |   |   |   |   |   |   |   |

- Phil Hill je osvojio ukupno 38 bodova, ali samo 34 boda osvojena u pet najboljih utrka su se računala za prvenstvo vozača.

| Boja | Značenje                                                                 |
| ---- | ------------------------------------------------------------------------ |
| 5    | Osvojeni bodovi koji su se računali za prvenstvo vozača / konstruktora   |
| 5    | Osvojeni bodovi koji se nisu računali za prvenstvo vozača / konstruktora |
| –    | Vozač / konstruktor nije osvojio bodove u utrci                          |
|      | Vozač / konstruktor nije nastupao na utrci                               |

### Konstruktori
| Mjesto | Konstruktor   | Bodovi |   |   |   |   |   |   |   |   |
| ------ | ------------- | ------ | - | - | - | - | - | - | - | - |
| 1.     | Ferrari       | 40     | 6 | 8 | 8 | 8 | 8 | 6 | 8 |   |
| 2.     | Lotus-Climax  | 32     | 8 | 4 | – | 4 | – | 8 | – | 8 |
| 3.     | Porsche       | 22     | 2 | – | 1 | 6 | 2 | – | 6 | 6 |
| 4.     | Cooper-Climax | 14     | 1 | 1 | 2 | 2 | 3 | 2 | 4 | 3 |
| 5.     | BRM-Climax    | 7      | – | – | – | 1 | – | – | 2 | 4 |
| Mjesto | Konstruktor   | Bodovi |   |   |   |   |   |   |   |   |

- Ferrari je osvojio ukupno 52 boda, ali samo maksimalnih 40 bodova koliko ih je mogao osvojiti u pet najboljih utrka, su se računala za prvenstvo konstruktora.
- Porsche je osvojio ukupno 23 boda, ali samo 32 boda osvojena u pet najboljih utrka su se računala za prvenstvo konstruktora.
- Cooper-Climax je osvojio ukupno 18 bodova, ali samo 14 bodova osvojenih u pet najboljih utrka su se računala za prvenstvo konstruktora.

## Statistike
| Vozač              | Pobjede | Postolja | Prvo startno mjesto | Najbrži krug | Krugovi u vodstvu |
| ------------------ | ------- | -------- | ------------------- | ------------ | ----------------- |
| Phil Hill          | 2       | 6        | 5                   | 2            | 94                |
| Wolfgang von Trips | 2       | 4        | 1                   | -            | 156               |
| Stirling Moss      | 2       | 2        | 1                   | 1            | 132               |
| Giancarlo Baghetti | 1       | 1        | -                   | 1            | 7                 |
| Innes Ireland      | 1       | 1        | -                   | -            | 42                |
| Richie Ginther     | -       | 3        | -                   | 2            | 23                |
| Dan Gurney         | -       | 3        | -                   | -            | 4                 |
| Jim Clark          | -       | 2        | -                   | 1            | -                 |
| Bruce McLaren      | -       | 1        | -                   | -            | -                 |
| Tony Brooks        | -       | 1        | -                   | 1            | -                 |
| Jack Brabham       | -       | -        | 1                   | 1            | 28                |
| Olivier Gendebien  | -       | -        | -                   | -            | 3                 |
| Jo Bonnier         | -       | -        | -                   | -            | 1                 |

| Konstruktor   | Pobjede | Postolja | Prvo startno mjesto | Najbrži krug | Krugovi u vodstvu |
| ------------- | ------- | -------- | ------------------- | ------------ | ----------------- |
| Ferrari       | 5       | 14       | 6                   | 5            | 283               |
| Lotus-Climax  | 3       | 5        | 1                   | 2            | 174               |
| Porsche       | -       | 3        | -                   | -            | 5                 |
| Cooper-Climax | -       | 1        | 1                   | 1            | 28                |
| BRM-Climax    | -       | 1        | -                   | 1            | -                 |

### Vodeći vozač i konstruktor u prvenstvu
U rubrici bodovi, prikazana je bodovna prednost vodećeg vozača / konstruktora ispred drugoplasiranog, dok je žutom bojom označena utrka na kojoj je vozač / konstruktor osvojio naslov prvaka.
| Utrka               | Vozač                            | Bodovi |
| ------------------- | -------------------------------- | ------ |
| VN Monaka           | Stirling Moss                    | 3      |
| VN Nizozemske       | Stirling Moss Wolfgang von Trips | 0      |
| VN Belgije          | Phil Hill                        | 1      |
| VN Francuske        | Phil Hill                        | 1      |
| VN Velike Britanije | Wolfgang von Trips               | 2      |
| VN Njemačke         | Wolfgang von Trips               | 4      |
| VN Italije          | Phil Hill                        | 1      |
| VN SAD              | Phil Hill                        | 1      |

| Utrka               | Konstruktor  | Bodovi |
| ------------------- | ------------ | ------ |
| VN Monaka           | Lotus-Climax | 2      |
| VN Nizozemske       | Ferrari      | 2      |
| VN Belgije          | Ferrari      | 10     |
| VN Francuske        | Ferrari      | 14     |
| VN Velike Britanije | Ferrari      | 22     |
| VN Njemačke         | Ferrari      | 14     |
| VN Italije          | Ferrari      | 16     |
| VN SAD              | Ferrari      | 8      |

## Utrke koje se nisu bodovale za prvenstvo
| Datum              | Naziv utrke                    | Staza            | Pobjednik vozač    | Pobjednik konstruktor |
| ------------------ | ------------------------------ | ---------------- | ------------------ | --------------------- |
| 26. ožujka         | II Lombank Trophy              | Snetterton       | Jack Brabham       | Cooper-Climax         |
| 3. travnja         | IX Glover Trophy               | Goodwood         | John Surtees       | Cooper-Climax         |
| 3. travnja         | XXI Pau Grand Prix             | Pau              | Jim Clark          | Lotus-Climax          |
| 3. travnja         | XIII Lavant Cup                | Goodwood         | Stirling Moss      | Cooper-Climax         |
| 9. travnja         | III Brussels Grand Prix        | Heysel Park      | Jack Brabham       | Cooper-Climax         |
| 16. travnja        | II Vienna Grand Prix           | Aspern Aerodrome | Stirling Moss      | Lotus-Climax          |
| 22. travnja        | VI Aintree 200                 | Aintree          | Jack Brabham       | Cooper-Climax         |
| 25. travnja        | XI Syracuse Grand Prix         | Syracuse         | Giancarlo Baghetti | Ferrari               |
| 6. svibnja         | XIII BRDC International Trophy | Silverstone      | Stirling Moss      | Cooper-Climax         |
| 14. svibnja        | XIX Naples Grand Prix          | Posillipo        | Giancarlo Baghetti | Ferrari               |
| 23. svibnja        | IX London Trophy               | Crystal Palace   | Roy Salvadori      | Cooper-Climax         |
| 3. lipnja          | VI Silver City Trophy          | Brands Hatch     | Stirling Moss      | Lotus-Climax          |
| 23. srpnja         | Solitude Grand Prix            | Solitudering     | Innes Ireland      | Lotus-Climax          |
| 20. kolovoza       | VII Kanonloppet                | Karlskoga        | Stirling Moss      | Lotus-Climax          |
| 26. – 27. kolovoza | II Danish Grand Prix           | Roskilde Ring    | Stirling Moss      | Lotus-Climax          |
| 3. rujna           | XV Modena Grand Prix           | Modena Autodrome | Stirling Moss      | Lotus-Climax          |
| 17. rujna          | III Flugplatzrennen            | Zeltweg Airfield | Innes Ireland      | Lotus-Climax          |
| 23. rujna          | VIII International Gold Cup    | Oulton Park      | Stirling Moss      | Ferguson-Climax       |
| 1. listopada       | V Lewis-Evans Trophy           | Brands Hatch     | Tony Marsh         | BRM-Climax            |
| 12. listopada      | I Coppa Italia                 | Vallelunga       | Giancarlo Baghetti | Porsche               |
| 9. prosinca        | V Rand Grand Prix              | Kyalami          | Jim Clark          | Lotus-Climax          |
| 17. prosinca       | I Natal Grand Prix             | Westmead         | Jim Clark          | Lotus-Climax          |
| 26. prosinca       | VIII South African Grand Prix  | East London      | Jim Clark          | Lotus-Climax          |

## Vanjske poveznice
- Službena stranica Formule 1
- Formula 1 – sezona 1961. StatsF1